# Børge Cetti
Børge Herman Cetti (14. januar 1922 – 5. december 2008) var en dansk atlet. Han var under karrieren medlem af Københavns IF og Brandvæsenets IF. Han vandt to guld i længdespring ved de danske mesterskaber 1949 og 1951.

## Danske mesterskaber
- Guld 1951 Længdespring 6,94
- Sølv 1950 Længdespring 6,76
- Guld 1949 Længdespring 6,77
- Bronze 1949 Femkamp 2878p
- Bronze 1947 Femkamp 2784p

## Personlig rekord
- Længdespring: 6,94 1951